# فرودگاه آلفرز اف‌ای‌پی دیوید فیگوروا فرناندینی
فرودگاه آلفرز اف‌ای‌پی دیوید فیگوروا فرناندینی (به انگلیسی: Alférez FAP David Figueroa Fernandini Airport) یک فرودگاه همگانی با کد یاتا HUU است که یک باند فرود آسفالت دارد و طول باند آن ۲۵۰۰ متر است. این فرودگاه در کشور پرو قرار دارد و در ارتفاع ۱۸۵۰ متری از سطح دریا واقع شده‌است.

## شرکت‌های هواپیمایی و مقصدهای پروازی
| شرکت‌های هواپیمایی | مقصدهای پروازی          |
| ----------------- | ----------------------- |
| LC Perú           | خورخه چاوز، تینگو ماریا |
| Star Perú         | خورخه چاوز              |